# Bitter mælkeurt
Bitter Mælkeurt (Polygala amarella) er en kortlivet urt. Fra en bladroset udgår flere opstigende stængler. Bladene er lancetformede og sidder spredt på stænglen. Blomsterne sidder i et endestllet nøgle og er lyst purpur. Frugten er en hængende kapsel.

## Udbredelse
Arten er endemisk for Europa. I Danmark forekommer den i Himmerland, Thy og Han Herred. Den er regnet som en truet art på den danske rødliste.

## Habitat
Bitter Mælkeurt forekommer på halvfugtigt kalkgræsland, og i Danmark på kalkskrænter omkring Limfjorden og i Himmerland samt på Vestamager.